# Hochpunkt (Interpunktion)
Der Hochpunkt · (altgriechisch μέση στιγμή mésē stigmḗ, neugriechisch άνω τελεία áno telía, Unicode: U+0387 greek ano teleia), auch Kolon genannt, ist ein Satzzeichen, das im Griechischen gebraucht wird. Es hat dieselben Funktionen wie das Semikolon im Deutschen, für das Altgriechische wird es auch wie der Doppelpunkt verwendet. (Das Semikolon „;“ dient im Griechischen als Fragezeichen.)
Das Zeichen liegt typischerweise auf x-Höhe (also ähnlich hoch wie der Mittelpunkt, der üblicherweise auf halber Versalhöhe liegt). In reinem Versalsatz kann er auch auf voller Versalhöhe liegen. Er hat die gleiche Stärke wie der auf der Grundlinie dargestellte „Satzendepunkt“.
In Unicode ist das griechische Kolon als “canonical equivalent” zum Mittelpunkt (U+00B7 middle dot) definiert, kann also von Anwendungssystemen stets durch letzteres ersetzt werden. Die typografische Unterscheidung kann dann nur noch durch Smart-Font-Technologien wie OpenType getroffen werden, die anhand der benachbarten Buchstaben (griechisch oder anders) die korrekte Zeichenhöhe wählen.